# Sericoplaga externalis
Sericoplaga externalis är en fjärilsart som beskrevs av W. Warren 1892. Sericoplaga externalis ingår i släktet Sericoplaga och familjen Crambidae. Inga underarter finns listade i Catalogue of Life.